# Термінал ЗПГ Вільгельмсгафен (TES)
Термінал ЗПГ Вільгельмсгафен (TES) –  інфраструктурний об’єкт для імпорту зрідженого природного газу (ЗПГ), що споруджується на північноморському узбережжі Німеччини.
Німеччина тривалий період віддавала перевагу отриманню трубопровідного природного газу, передусім з Росії, та станом на початок 2020-х років не мала жодного терміналу для імпорту ЗПГ. З початком повномасштабного російського вторгнення до України в лютому 2022 року Німеччина обрала курс на відмову від російських енергоносіїв, що в царині природного газу неможливо було зробити без його отримання у зрідженому вигляді. Як наслідок, протягом 2022-го у Німеччині оголосили про наміри реалізувати 5 – 6 таких проектів (з них три увійшли в дію вже у зимовий сезон 2022/2023), причому у всіх варіантах прийняли рішення на користь плавучого регазифікаційного терміналу, що потребувало набагато менше часу на створення у порівнянні із стаціонарним об’єктом.
Один з терміналів другої черги, що має стати до ладу до зимового сезону 2023/2024, споруджує бельгійська компанія Tree Energy Solutions (TES) у партнерстві з німецьким енергетичним концерном E.ON та французькою ENGIE. Як і в більшості зазначених вище проектів, німецька держава взяла участь у фінансуванні.
Термінал вирішили розмістити на північній околиці Вільгельмсгафену (район Voslapper Groden), де TES раніше придбала 145 гектарів землі для реалізації проектів в межах політики енергетичного переходу. Зокрема, у другій половині 2020-х тут розраховували запустити термінал для імпорту водню (із доведенням обсягів до 5,2 млн тон на рік) та вивозу зрідженого двоокису вуглецю (із доведенням до 62 млн тон). Втім, враховуючи нагальну необхідність у нових маршрутах імпорту блакитного палива, у TES вирішили взяти в цьому участь, причому трубопровідна інфраструктура повинна споруджуватись із труб, готових для подальшого перепрофілювання на перекачування водню. 
В листопаді 2022-го оголосили, що TES уклала контракт з норвезькою ECOnnect, яка має забезпечити систему безпричального розвантаження ЗПГ. В свою чергу, ECOnnect замовила у компанії Strohm 11 кілометрів термопластикових композитних труб, з яких прокладуть шість ліній діаметром 200 мм (надалі через них будуть видавати рідкий діоксид вуглецю).
Для роботи на терміналі у американської компанії Excelerate Energy на 5 років зафрахтували плавучу установку зі зберігання та регазифікації ЗПГ «Excelsior», що має резервуари для зберігання ЗПГ ємністю 138000 м3 та добову потужність з регазифікації 16,9 млн м3 (номінальна потужність терміналу визначена на рівні 5 млрд м3 на рік).
У вересні 2024-го нідерландська компанія Van Oord оголосила про виконання контракту, що передбачав встановлення 10 монопаль як основи для причалу завдовжки 600 метрів, а також днопоглиблювальні роботи, які виконав землесосний снаряд "Vox Apolonia".  
Регазифікована продукція видається через новий трубопровід Вільгельмсгафен – Лер.